# Stanley-Cup-Playoffs 2003
Die Playoffs um den Stanley Cup des Jahres 2003 begannen am 9. April 2003 und endeten am 9. Juni 2003 mit dem 4:3-Erfolg der New Jersey Devils gegen die Mighty Ducks of Anaheim. Für die Devils, die in Jamie Langenbrunner und Scott Niedermayer die Topscorer der Playoffs stellten, war es nach 1995 und 2000 der dritte Titel in den letzten acht Jahren. Die Mighty Ducks of Anaheim standen zum ersten Mal in ihrer Franchise-Geschichte im Stanley-Cup-Finale. Ferner wurde ihr Torhüter Jean-Sébastien Giguère zum erst fünften Spieler der Liga-Historie, der mit seinem Team im Finale unterlag und dennoch mit der Conn Smythe Trophy als Most Valuable Player der post-season ausgezeichnet wurde. Zuletzt gelang dies Ron Hextall im Jahre 1985. Darüber hinaus wurden im Stanley-Cup-Finale zum dritten Mal nach 1955 und 1965 ausschließlich Heimsiege errungen.

## Modus
Nachdem sich aus jeder Conference die drei Divisionssieger sowie die fünf weiteren punktbesten Teams der Conference qualifiziert haben, starten die im K.-o.-System ausgetragenen Playoffs. Dabei trifft der punktbeste Divisionssieger auf das achte und somit punktschlechteste qualifizierte Team, die Nummer 2 dieser Rangliste auf die Nummer 7 usw. Durch diesen Modus ist es möglich, dass eines oder mehrere qualifizierte Teams mehr Punkte als einer der Divisionssieger erzielt haben. Das gleiche Prinzip wird zur Bestimmung der Begegnungen der zweiten Playoff-Runde genutzt.
Jede Conference spielt in der Folge im Conference-Viertelfinale, Conference-Halbfinale und im Conference-Finale ihren Sieger aus, der dann im Finale um den Stanley Cup antritt. Alle Serien jeder Runde werden im Best-of-Seven-Modus ausgespielt, das heißt, dass ein Team vier Siege zum Erreichen der nächsten Runde benötigt. Das höher gesetzte Team hat dabei in den ersten beiden Spielen Heimrecht, die nächsten beiden das gegnerische Team. Sollte bis dahin kein Sieger aus der Runde hervorgegangen sein, wechselt das Heimrecht von Spiel zu Spiel. So hat die höher gesetzte Mannschaft in den Spielen 1, 2, 5 und 7, also vier der maximal sieben Spiele, einen Heimvorteil. Der Sieger der Eastern Conference wird mit der Prince of Wales Trophy ausgezeichnet und der Sieger der Western Conference mit der Clarence S. Campbell Bowl.
Bei Spielen, die nach der regulären Spielzeit von 60 Minuten unentschieden bleiben, folgt die Overtime, die im Gegensatz zur regulären Saison mit fünf Feldspielern gespielt wird. Sie endet durch das erste erzielte Tor (Sudden Death).

## Qualifizierte Teams
| Atlantic Division - (2) New Jersey Devils - (4) Philadelphia Flyers - (8) New York Islanders Northeast Division - (1) Ottawa Senators - (5) Toronto Maple Leafs - (7) Boston Bruins Southeast Division - (3) Tampa Bay Lightning - (6) Washington Capitals | Central Division - (2) Detroit Red Wings - (5) St. Louis Blues Northwest Division - (3) Colorado Avalanche - (4) Vancouver Canucks - (6) Minnesota Wild - (8) Edmonton Oilers Pacific Division - (1) Dallas Stars - (7) Mighty Ducks of Anaheim |

## Playoff-Baum
|  | Conference-Viertelfinale                              | Conference-Viertelfinale | Conference-Viertelfinale |                    | Conference-Halbfinale   | Conference-Halbfinale | Conference-Halbfinale |                   |              | Conference-Finale | Conference-Finale | Conference-Finale |  |  | Stanley-Cup-Finale | Stanley-Cup-Finale | Stanley-Cup-Finale |
|  |                                                       |                          |                          |                    |                         |                       |                       |                   |              |                   |                   |                   |  |  |                    |                    |                    |
|  | 1                                                     | Ottawa Senators          | 4                        |                    | 1                       | Ottawa Senators       | 4                     |                   |              |                   |                   |                   |  |  |                    |                    |                    |
|  | 8                                                     | New York Islanders       | 1                        | 4                  | Philadelphia Flyers     | 2                     |                       |                   |              |                   |                   |                   |  |  |                    |                    |                    |
|  |                                                       |                          |                          |                    |                         |                       |                       |                   |              |                   |                   |                   |  |  |                    |                    |                    |
|  | 2                                                     | New Jersey Devils        | 4                        | Eastern Conference | Eastern Conference      | Eastern Conference    |                       |                   |              |                   |                   |                   |  |  |                    |                    |                    |
|  | 2                                                     | New Jersey Devils        | 4                        | Eastern Conference | Eastern Conference      | Eastern Conference    |                       |                   |              |                   |                   |                   |  |  |                    |                    |                    |
|  | 7                                                     | Boston Bruins            | 1                        |                    |                         |                       |                       |                   |              |                   |                   |                   |  |  |                    |                    |                    |
|  | 7                                                     | Boston Bruins            | 1                        | 1                  | Ottawa Senators         | 3                     |                       |                   |              |                   |                   |                   |  |  |                    |                    |                    |
|  |                                                       |                          |                          | 1                  | Ottawa Senators         | 3                     |                       |                   |              |                   |                   |                   |  |  |                    |                    |                    |
|  |                                                       | 2                        | New Jersey Devils        | 4                  |                         |                       |                       |                   |              |                   |                   |                   |  |  |                    |                    |                    |
|  | 3                                                     | 2                        | New Jersey Devils        | 4                  | Tampa Bay Lightning     | 4                     |                       |                   |              |                   |                   |                   |  |  |                    |                    |                    |
|  | 3                                                     |                          |                          |                    | Tampa Bay Lightning     | 4                     |                       |                   |              |                   |                   |                   |  |  |                    |                    |                    |
|  | 6                                                     | Washington Capitals      | 2                        |                    |                         |                       |                       |                   |              |                   |                   |                   |  |  |                    |                    |                    |
|  | 6                                                     | Washington Capitals      | 2                        |                    |                         |                       |                       |                   |              |                   |                   |                   |  |  |                    |                    |                    |
|  |                                                       |                          |                          |                    |                         |                       |                       |                   |              |                   |                   |                   |  |  |                    |                    |                    |
|  | 4                                                     | Philadelphia Flyers      | 4                        | 2                  | New Jersey Devils       | 4                     |                       |                   |              |                   |                   |                   |  |  |                    |                    |                    |
|  | 4                                                     | Philadelphia Flyers      | 4                        | 2                  | New Jersey Devils       | 4                     |                       |                   |              |                   |                   |                   |  |  |                    |                    |                    |
|  | 5                                                     | Toronto Maple Leafs      | 3                        | 3                  | Tampa Bay Lightning     | 1                     |                       |                   |              |                   |                   |                   |  |  |                    |                    |                    |
|  | 5                                                     | Toronto Maple Leafs      | 3                        | 3                  | Tampa Bay Lightning     | 1                     | E2                    | New Jersey Devils | 4            |                   |                   |                   |  |  |                    |                    |                    |
|  | (Die Teams werden nach der ersten Runde neu gesetzt.) |                          |                          |                    |                         |                       | E2                    | New Jersey Devils | 4            |                   |                   |                   |  |  |                    |                    |                    |
|  |                                                       | W7                       | Mighty Ducks of Anaheim  | 3                  |                         |                       |                       |                   |              |                   |                   |                   |  |  |                    |                    |                    |
|  | 1                                                     | W7                       | Mighty Ducks of Anaheim  | 3                  | Dallas Stars            | 4                     |                       | 1                 | Dallas Stars | 2                 |                   |                   |  |  |                    |                    |                    |
|  | 1                                                     |                          |                          |                    | Dallas Stars            | 4                     |                       | 1                 | Dallas Stars | 2                 |                   |                   |  |  |                    |                    |                    |
|  | 8                                                     | Edmonton Oilers          | 2                        | 7                  | Mighty Ducks of Anaheim | 4                     |                       |                   |              |                   |                   |                   |  |  |                    |                    |                    |
|  | 8                                                     | Edmonton Oilers          | 2                        | 7                  | Mighty Ducks of Anaheim | 4                     |                       |                   |              |                   |                   |                   |  |  |                    |                    |                    |
|  |                                                       |                          |                          |                    |                         |                       |                       |                   |              |                   |                   |                   |  |  |                    |                    |                    |
|  | 2                                                     | Detroit Red Wings        | 0                        |                    |                         |                       |                       |                   |              |                   |                   |                   |  |  |                    |                    |                    |
|  | 2                                                     | Detroit Red Wings        | 0                        |                    |                         |                       |                       |                   |              |                   |                   |                   |  |  |                    |                    |                    |
|  | 7                                                     | Mighty Ducks of Anaheim  | 4                        |                    |                         |                       |                       |                   |              |                   |                   |                   |  |  |                    |                    |                    |
|  | 7                                                     | Mighty Ducks of Anaheim  | 4                        | 7                  | Mighty Ducks of Anaheim | 4                     |                       |                   |              |                   |                   |                   |  |  |                    |                    |                    |
|  |                                                       |                          |                          | 7                  | Mighty Ducks of Anaheim | 4                     |                       |                   |              |                   |                   |                   |  |  |                    |                    |                    |
|  |                                                       | 6                        | Minnesota Wild           | 0                  |                         |                       |                       |                   |              |                   |                   |                   |  |  |                    |                    |                    |
|  | 3                                                     | 6                        | Minnesota Wild           | 0                  | Colorado Avalanche      | 3                     |                       |                   |              |                   |                   |                   |  |  |                    |                    |                    |
|  | 3                                                     |                          |                          |                    | Colorado Avalanche      | 3                     |                       |                   |              |                   |                   |                   |  |  |                    |                    |                    |
|  | 6                                                     | Minnesota Wild           | 4                        | Western Conference | Western Conference      | Western Conference    |                       |                   |              |                   |                   |                   |  |  |                    |                    |                    |
|  | 6                                                     | Minnesota Wild           | 4                        | Western Conference | Western Conference      | Western Conference    |                       |                   |              |                   |                   |                   |  |  |                    |                    |                    |
|  |                                                       |                          |                          |                    |                         |                       |                       |                   |              |                   |                   |                   |  |  |                    |                    |                    |
|  | 4                                                     | Vancouver Canucks        | 4                        | 4                  | Vancouver Canucks       | 3                     |                       |                   |              |                   |                   |                   |  |  |                    |                    |                    |
|  | 5                                                     | St. Louis Blues          | 3                        | 6                  | Minnesota Wild          | 4                     |                       |                   |              |                   |                   |                   |  |  |                    |                    |                    |

## Conference-Viertelfinale

### Eastern Conference

#### (1) Ottawa Senators – (8) New York Islanders
| 9. April 2003 19.00 Uhr (Ortszeit) | Ottawa Senators | 0:3 (0:2, 0:1, 0:0) Spielbericht Stand: 0:1 | New York Islanders Dave Scatchard (7:59) Alexei Jaschin (11:35) Shawn Bates (29:06) | Corel Centre, Ottawa, Ontario Zuschauer: 18.273 |

| 12. April 2003 19.00 Uhr | Ottawa Senators Marián Hossa (6:43) Václav Varaďa (8:24) Marián Hossa (34:25) | 3:0 (2:0, 1:0, 0:0) Spielbericht Stand: 1:1 | New York Islanders | Corel Centre, Ottawa, Ontario Zuschauer: 18.500 |

| 14. April 2003 19.00 Uhr | New York Islanders Alexei Jaschin (8:14) Randy Robitaille (19:06) | 2:3 n. V. (2:1, 0:1, 0:0, 0:0, 0:1) Spielbericht Stand: 1:2 | Ottawa Senators Todd White (18:42) Chris Phillips (39:16) Todd White (82:25) | Nassau Veterans Memorial Coliseum, New York City, New York Zuschauer: 16.234 |

| 16. April 2003 19.00 Uhr | New York Islanders Adrian Aucoin (22:48) | 1:3 (0:2, 1:1, 0:0) Spielbericht Stand: 1:3 | Ottawa Senators Mike Fisher (0:28) Anton Woltschenkow (4:12) Marián Hossa (28:01) | Nassau Veterans Memorial Coliseum, New York City, New York Zuschauer: 16.234 |

| 17. April 2003 19.00 Uhr | Ottawa Senators Martin Havlát (13:53) Todd White (31:05) Radek Bonk (38:13) Radek Bonk (57:45) | 4:1 (1:0, 2:1, 1:0) Spielbericht Stand: 4:1 | New York Islanders Mark Parrish (26:48) | Corel Centre, Ottawa, Ontario Zuschauer: 18.500 |

#### (2) New Jersey Devils – (7) Boston Bruins
| 9. April 2003 19.00 Uhr (Ortszeit) | New Jersey Devils Jamie Langenbrunner (15:35) Jamie Langenbrunner (31:38) | 2:1 (1:0, 1:0, 0:1) Spielbericht Stand: 1:0 | Boston Bruins Bryan Berard (43:29) | Continental Airlines Arena, East Rutherford, New Jersey Zuschauer: 15.418 |

| 11. April 2003 19.00 Uhr | New Jersey Devils Jeff Friesen (14:17) Brian Rafalski (19:34) Jamie Langenbrunner (40:15) Joe Nieuwendyk (54:24) | 4:2 (2:1, 0:1, 2:0) Spielbericht Stand: 2:0 | Boston Bruins Glen Murray (8:52) Dan McGillis (33:59) | Continental Airlines Arena, East Rutherford, New Jersey Zuschauer: 18.291 |

| 13. April 2003 15.00 Uhr | Boston Bruins | 0:3 (0:0, 0:1, 0:2) Spielbericht Stand: 0:3 | New Jersey Devils Scott Stevens (21:11) Jay Pandolfo (52:00) John Madden (58:54) | FleetCenter, Boston, Massachusetts Zuschauer: 15.759 |

| 15. April 2003 19.00 Uhr | Boston Bruins Joe Thornton (19:47) Dan McGillis (22:24) Dan McGillis (37:15) Martin Lapointe (41:45) Marty McInnis (43:37) | 5:1 (1:0, 2:0, 2:1) Spielbericht Stand: 1:3 | New Jersey Devils Scott Niedermayer (41:37) | FleetCenter, Boston, Massachusetts Zuschauer: 13.658 |

| 17. April 2003 19.00 Uhr | New Jersey Devils John Madden (8:31) Jamie Langenbrunner (47:41) Jamie Langenbrunner (59:08) | 3:0 (1:0, 0:0, 2:0) Spielbericht Stand: 4:1 | Boston Bruins | Continental Airlines Arena, East Rutherford, New Jersey Zuschauer: 16.445 |

#### (3) Tampa Bay Lightning – (6) Washington Capitals
| 10. April 2003 19.00 Uhr (Ortszeit) | Tampa Bay Lightning | 0:3 (0:1, 0:1, 0:1) Spielbericht Stand: 0:1 | Washington Capitals Robert Lang (16:01) Robert Lang (37:57) Michael Nylander (41:02) | St. Pete Times Forum, Tampa, Florida Zuschauer: 20.214 |

| 12. April 2003 15.00 Uhr | Tampa Bay Lightning Václav Prospal (11:48) Fredrik Modin (38:48) Dave Andreychuk (50:44) | 3:6 (1:3, 1:1, 1:2) Spielbericht Stand: 0:2 | Washington Capitals Jaromír Jágr (4:47) Peter Bondra (7:22) Jaromír Jágr (18:24) Michael Nylander (21:39) Peter Bondra (43:09) Mike Grier (59:18) | St. Pete Times Forum, Tampa, Florida Zuschauer: 20.053 |

| 15. April 2003 19.00 Uhr | Washington Capitals Dainius Zubrus (14:21) Dainius Zubrus (30:25) Brendan Witt (57:04) | 3:4 n. V. (1:1, 1:1, 1:1, 0:1) Spielbericht Stand: 2:1 | Tampa Bay Lightning Vincent Lecavalier (3:46) Václav Prospal (23:44) Martin St. Louis (51:13) Vincent Lecavalier (62:29) | MCI Center, Washington, D.C. Zuschauer: 17.279 |

| 16. April 2003 19.00 Uhr | Washington Capitals Peter Bondra (35:39) | 1:3 (0:0, 1:2, 0:1) Spielbericht Stand: 2:2 | Tampa Bay Lightning Martin St. Louis (31:55) Martin St. Louis (37:40) Vincent Lecavalier (41:24) | MCI Center, Washington, D.C. Zuschauer: 15.576 |

| 18. April 2003 19.00 Uhr | Tampa Bay Lightning Václav Prospal (13:52) Martin St. Louis (51:53) | 2:1 (1:0, 0:1, 1:0) Spielbericht Stand: 3:2 | Washington Capitals Michael Nylander (37:01) | St. Pete Times Forum, Tampa, Florida Zuschauer: 21.324 |

| 20. April 2003 15.00 Uhr | Washington Capitals Peter Bondra (37:34) | 1:2 n. V. (0:0, 1:0, 0:1, 0:0, 0:0, 0:1) Spielbericht Stand: 2:4 | Tampa Bay Lightning Dave Andreychuk (55:54) Martin St. Louis (104:03) | MCI Center, Washington, D.C. Zuschauer: 15.269 |

#### (4) Philadelphia Flyers – (5) Toronto Maple Leafs
| 9. April 2003 19.00 Uhr (Ortszeit) | Philadelphia Flyers Eric Weinrich (9:12) Donald Brashear (25:54) Éric Desjardins (26:56) | 3:5 (1:2, 2:1, 0:2) Spielbericht Stand: 0:1 | Toronto Maple Leafs Alexander Mogilny (8:10) Alexander Mogilny (12:10) Tie Domi (23:12) Mikael Renberg (54:21) Alexander Mogilny (59:08) | First Union Center, Philadelphia, Pennsylvania Zuschauer: 18.937 |

| 11. April 2003 19.00 Uhr | Philadelphia Flyers Simon Gagné (12:09) Jeremy Roenick (17:47) Mark Recchi (26:20) John LeClair (30:34) | 4:1 (2:0, 2:1, 0:0) Spielbericht Stand: 1:1 | Toronto Maple Leafs Alexander Mogilny (24:38) | First Union Center, Philadelphia, Pennsylvania Zuschauer: 19.597 |

| 14. April 2003 19.00 Uhr | Toronto Maple Leafs Robert Reichel (8:39) Tomáš Kaberle (22:18) Alexander Mogilny (36:00) Tomáš Kaberle (87:20) | 4:3 n. V. (1:2, 2:0, 0:1, 0:0, 1:0) Spielbericht Stand: 2:1 | Philadelphia Flyers Eric Weinrich (4:02) Éric Desjardins (8:02) Mark Recchi (42:59) | Air Canada Centre, Toronto, Ontario Zuschauer: 19.533 |

| 16. April 2003 19.00 Uhr | Toronto Maple Leafs Travis Green (4:06) Mats Sundin (22:18) | 2:3 n. V. (1:1, 0:1, 1:0, 0:0, 0:0, 0:1) Spielbericht Stand: 2:2 | Philadelphia Flyers Mark Recchi (1:16) Jeremy Roenick (20:54) Mark Recchi (113:54) | Air Canada Centre, Toronto, Ontario Zuschauer: 19.574 |

| 19. April 2003 15.00 Uhr | Philadelphia Flyers Sami Kapanen (14:30) Dmitri Juschkewitsch (16:25) Simon Gagné (34:35) Sami Kapanen (48:41) | 4:1 (2:1, 1:0, 1:0) Spielbericht Stand: 3:2 | Toronto Maple Leafs Aki-Petteri Berg (2:34) | First Union Center, Philadelphia, Pennsylvania Zuschauer: 19.828 |

| 21. April 2003 19.00 Uhr | Toronto Maple Leafs Robert Reichel (10:35) Travis Green (90:51) | 2:1 n. V. (1:0, 0:1, 0:0, 0:0, 1:0) Spielbericht Stand: 3:3 | Philadelphia Flyers Jeremy Roenick (35:23) | Air Canada Centre, Toronto, Ontario Zuschauer: 19.573 |

| 22. April 2003 19.00 Uhr | Philadelphia Flyers Simon Gagné (16:23) Justin Williams (19:08) Keith Primeau (28:18) Mark Recchi (36:16) Mark Recchi (39:22) Claude Lapointe (48:28) | 6:1 (2:0, 3:1, 1:0) Spielbericht Stand: 4:3 | Toronto Maple Leafs Gary Roberts (33:50) | First Union Center, Philadelphia, Pennsylvania Zuschauer: 19.870 |

### Western Conference

#### (1) Dallas Stars – (8) Edmonton Oilers
| 9. April 2003 18.30 Uhr (Ortszeit) | Dallas Stars Mike Modano (8:52) | 1:2 (1:0, 0:2, 0:0) Spielbericht Stand: 0:1 | Edmonton Oilers Ryan Smyth (23:22) Shawn Horcoff (27:10) | American Airlines Center, Dallas, Texas Zuschauer: 18.532 |

| 11. April 2003 20.00 Uhr | Dallas Stars Sergei Subow (10:03) Scott Young (14:12) Scott Young (19:10) Jason Arnott (38:52) Mike Modano (44:21) Ulf Dahlén (46:39) | 6:1 (3:1, 1:0, 2:0) Spielbericht Stand: 1:1 | Edmonton Oilers Marty Reasoner (6:35) | American Airlines Center, Dallas, Texas Zuschauer: 18.532 |

| 13. April 2003 18.00 Uhr | Edmonton Oilers Georges Laraque (42:33) Fernando Pisani (44:40) Radek Dvořák (45:38) | 3:2 (0:1, 0:0, 3:1) Spielbericht Stand: 2:1 | Dallas Stars Jason Arnott (10:50) Jere Lehtinen (43:23) | Skyreach Centre, Edmonton, Alberta Zuschauer: 16.839 |

| 15. April 2003 19.00 Uhr | Edmonton Oilers Shawn Horcoff (42:07) | 1:3 (0:1, 0:0, 1:2) Spielbericht Stand: 2:2 | Dallas Stars Sergei Subow (1:18) Stu Barnes (45:52) Niko Kapanen (46:15) | Skyreach Centre, Edmonton, Alberta Zuschauer: 16.839 |

| 17. April 2003 18.30 Uhr | Dallas Stars Scott Young (9:02) Sergei Subow (9:55) Mike Modano (25:34) Sergei Subow (45:39) Manny Malhotra (59:33) | 5:2 (2:0, 1:0, 2:2) Spielbericht Stand: 3:2 | Edmonton Oilers Mike Comrie (49:58) Eric Brewer (58:08) | American Airlines Center, Dallas, Texas Zuschauer: 18.532 |

| 19. April 2003 18.00 Uhr | Edmonton Oilers Ryan Smyth (22:22) Shawn Horcoff (28:34) | 2:3 (0:2, 2:0, 0:1) Spielbericht Stand: 2:4 | Dallas Stars Scott Young (0:43) Philippe Boucher (10:39) Mike Modano (53:08) | Skyreach Centre, Edmonton, Alberta Zuschauer: 16.839 |

#### (2) Detroit Red Wings – (7) Mighty Ducks of Anaheim
| 10. April 2003 19.00 Uhr (Ortszeit) | Detroit Red Wings Brendan Shanahan (4:15) | 1:2 n. V. (1:1, 0:0, 0:0, 0:0, 0:0, 0:1) Spielbericht Stand: 0:1 | Mighty Ducks of Anaheim Adam Oates (23:22) Paul Kariya (103:18) | Joe Louis Arena, Detroit, Michigan Zuschauer: 20.058 |

| 12. April 2003 15.00 Uhr | Detroit Red Wings Jason Woolley (22:14) Luc Robitaille (26:39) | 2:3 (0:1, 2:0, 0:2) Spielbericht Stand: 0:2 | Mighty Ducks of Anaheim Stanislaw Tschistow (7:17) Jason Krog (53:34) Steve Thomas (55:46) | Joe Louis Arena, Detroit, Michigan Zuschauer: 20.058 |

| 14. April 2003 19.30 Uhr | Mighty Ducks of Anaheim Samuel Påhlsson (22:31) Stanislaw Tschistow (41:44) | 2:1 (0:0, 1:0, 1:1) Spielbericht Stand: 3:0 | Detroit Red Wings Tomas Holmström (53:44) | Arrowhead Pond, Anaheim, Kalifornien Zuschauer: 17.174 |

| 16. April 2003 19.30 Uhr | Mighty Ducks of Anaheim Paul Kariya (15:08) Jason Krog (44:35) Steve Rucchin (66:53) | 3:2 n. V. (1:1, 0:0, 1:1, 1:0) Spielbericht Stand: 4:0 | Detroit Red Wings Henrik Zetterberg (13:23) Sergei Fjodorow (57:45) | Arrowhead Pond, Anaheim, Kalifornien Zuschauer: 17.174 |

#### (3) Colorado Avalanche – (6) Minnesota Wild
| 10. April 2003 19.00 Uhr (Ortszeit) | Colorado Avalanche Joe Sakic (33:22) Milan Hejduk (57:01) | 2:4 (0:0, 1:3, 1:1) Spielbericht Stand: 0:1 | Minnesota Wild Filip Kuba (25:33) Marián Gáborík (29:28) Wes Walz (29:53) Andrew Brunette (56:00) | Pepsi Center, Denver, Colorado Zuschauer: 18.007 |

| 12. April 2003 13.00 Uhr | Colorado Avalanche Milan Hejduk (4:22) Greg de Vries (14:41) Brian Willsie (45:49) | 3:2 (2:1, 0:0, 1:1) Spielbericht Stand: 1:1 | Minnesota Wild Wes Walz (8:09) Andrew Brunette (59:24) | Pepsi Center, Denver, Colorado Zuschauer: 18.007 |

| 14. April 2003 18.30 Uhr | Minnesota Wild | 0:3 (0:1, 0:1, 0:1) Spielbericht Stand: 1:2 | Colorado Avalanche Alex Tanguay (3:33) Joe Sakic (33:58) Peter Forsberg (47:55) | Xcel Energy Center, Saint Paul, Minnesota Zuschauer: 19.354 |

| 16. April 2003 18.30 Uhr | Minnesota Wild Marián Gáborík (57:20) | 1:3 (0:2, 0:0, 1:1) Spielbericht Stand: 1:3 | Colorado Avalanche Joe Sakic (6:10) Joe Sakic (8:04) Dan Hinote (58:41) | Xcel Energy Center, Saint Paul, Minnesota Zuschauer: 19.350 |

| 19. April 2003 13.00 Uhr | Colorado Avalanche Steven Reinprecht (42:01) Rob Blake (59:32) | 2:3 (0:1, 0:2, 2:0) Spielbericht Stand: 3:2 | Minnesota Wild Willie Mitchell (3:41) Filip Kuba (23:45) Pascal Dupuis (38:42) | Pepsi Center, Denver, Colorado Zuschauer: 18.007 |

| 21. April 2003 18.30 Uhr | Minnesota Wild Richard Park (41:45) Marián Gáborík (52:06) Richard Park (64:22) | 3:2 n. V. (0:0, 0:0, 2:2, 1:0) Spielbericht Stand: 3:3 | Colorado Avalanche Joe Sakic (56:34) Greg de Vries (58:28) | Xcel Energy Center, Saint Paul, Minnesota Zuschauer: 19.350 |

| 22. April 2003 20.00 Uhr | Colorado Avalanche Peter Forsberg (26:16) Joe Sakic (53:15) | 2:3 n. V. (0:0, 1:1, 1:1, 0:1) Spielbericht Stand: 3:4 | Minnesota Wild Pascal Dupuis (27:38) Marián Gáborík (55:32) Andrew Brunette (63:25) | Pepsi Center, Denver, Colorado Zuschauer: 18.007 |

#### (4) Vancouver Canucks – (5) St. Louis Blues
| 10. April 2003 19.30 Uhr (Ortszeit) | Vancouver Canucks | 0:6 (0:2, 0:2, 0:2) Spielbericht Stand: 0:1 | St. Louis Blues Cory Stillman (1:30) Tyson Nash (2:01) Keith Tkachuk (21:38) Alexander Chawanow (35:05) Alexander Chawanow (50:10) Doug Weight (56:18) | General Motors Place, Vancouver, British Columbia Zuschauer: 18.514 |

| 12. April 2003 19.00 Uhr | Vancouver Canucks Trent Klatt (3:33) Ed Jovanovski (38:54) | 2:1 (1:0, 1:0, 0:1) Spielbericht Stand: 1:1 | St. Louis Blues Pavol Demitra (59:05) | General Motors Place, Vancouver, British Columbia Zuschauer: 18.514 |

| 14. April 2003 19.30 Uhr | St. Louis Blues Pavol Demitra (21:44) Doug Weight (30:07) Doug Weight (59:41) | 3:1 (0:0, 2:1, 1:0) Spielbericht Stand: 2:1 | Vancouver Canucks Marek Malík (38:53) | Savvis Center, St. Louis, Missouri Zuschauer: 19.699 |

| 16. April 2003 19.30 Uhr | St. Louis Blues Chris Pronger (24:35) Dallas Drake (35:07) Martin Ručínský (54:09) Martin Ručínský (55:46) | 4:1 (0:1, 2:0, 2:0) Spielbericht Stand: 3:1 | Vancouver Canucks Markus Näslund (11:57) | Savvis Center, St. Louis, Missouri Zuschauer: 19.936 |

| 18. April 2003 18.00 Uhr | Vancouver Canucks Brent Sopel (2:15) Todd Bertuzzi (28:36) Brendan Morrison (36:24) Markus Näslund (38:28) Sami Salo (59:11) | 5:3 (1:0, 3:1, 1:2) Spielbericht Stand: 2:3 | St. Louis Blues Tyson Nash (27:02) Cory Stillman (47:57) Martin Ručínský (59:04) | General Motors Place, Vancouver, British Columbia Zuschauer: 18.514 |

| 20. April 2003 18.00 Uhr | St. Louis Blues Doug Weight (10:42) Eric Boguniecki (46:21) Doug Weight (50:13) | 3:4 (1:2, 0:2, 2:0) Spielbericht Stand: 3:3 | Vancouver Canucks Markus Näslund (3:49) Mattias Öhlund (14:25) Henrik Sedin (28:52) Ed Jovanovski (36:12) | Savvis Center, St. Louis, Missouri Zuschauer: 19.522 |

| 22. April 2003 19.30 Uhr | Vancouver Canucks Henrik Sedin (11:54) Brendan Morrison (27:20) Markus Näslund (32:25) Trevor Linden (40:28) | 4:1 (1:1, 2:0, 1:0) Spielbericht Stand: 4:3 | St. Louis Blues Martin Ručínský (1:00) | General Motors Place, Vancouver, British Columbia Zuschauer: 18.514 |

## Conference-Halbfinale

### Eastern Conference

#### (1) Ottawa Senators – (4) Philadelphia Flyers
| 25. April 2003 19.00 Uhr (Ortszeit) | Ottawa Senators Martin Havlát (22:34) Marián Hossa (25:33) Daniel Alfredsson (29:32) Zdeno Chára (51:49) | 4:2 (0:2, 3:0, 1:0) Spielbericht Stand: 1:0 | Philadelphia Flyers Tony Amonte (1:19) Sami Kapanen (10:48) | Corel Centre, Ottawa, Ontario Zuschauer: 18.197 |

| 27. April 2003 19.00 Uhr | Ottawa Senators | 0:2 (0:1, 0:0, 0:1) Spielbericht Stand: 1:1 | Philadelphia Flyers Simon Gagné (6:57) Mark Recchi (53:02) | Corel Centre, Ottawa, Ontario Zuschauer: 18.500 |

| 29. April 2003 19.00 Uhr | Philadelphia Flyers John LeClair (4:35) Sami Kapanen (32:46) | 2:3 n. V. (1:0, 1:1, 0:1, 0:1) Spielbericht Stand: 1:2 | Ottawa Senators Daniel Alfredsson (21:06) Marián Hossa (40:22) Wade Redden (66:43) | First Union Center, Philadelphia, Pennsylvania Zuschauer: 19.680 |

| 1. Mai 2003 19.00 Uhr | Philadelphia Flyers Michal Handzuš (17:06) | 1:0 (1:0, 0:0, 0:0) Spielbericht Stand: 2:2 | Ottawa Senators | First Union Center, Philadelphia, Pennsylvania Zuschauer: 19.842 |

| 3. Mai 2003 15.00 Uhr | Ottawa Senators Bryan Smolinski (7:15) Daniel Alfredsson (15:24) Martin Havlát (28:07) Radek Bonk (29:56) Peter Schaefer (46:59) | 5:2 (2:1, 2:0, 1:1) Spielbericht Stand: 3:2 | Philadelphia Flyers Claude Lapointe (0:21) Radovan Somík (47:55) | Corel Centre, Ottawa, Ontario Zuschauer: 18.500 |

| 5. Mai 2003 19.00 Uhr | Philadelphia Flyers Michal Handzuš (38:07) | 1:5 (0:2, 1:2, 0:1) Spielbericht Stand: 2:4 | Ottawa Senators Peter Schaefer (2:41) Mike Fisher (7:00) Daniel Alfredsson (34:06) Bryan Smolinski (36:27) Martin Havlát (53:37) | First Union Center, Philadelphia, Pennsylvania Zuschauer: 19.454 |

#### (2) New Jersey Devils – (3) Tampa Bay Lightning
| 24. April 2003 19.00 Uhr (Ortszeit) | New Jersey Devils Jamie Langenbrunner (47:41) John Madden (51:28) Turner Stevenson (57:09) | 3:0 (0:0, 0:0, 3:0) Spielbericht Stand: 1:0 | Tampa Bay Lightning | Continental Airlines Arena, East Rutherford, New Jersey Zuschauer: 15.568 |

| 26. April 2003 15.00 Uhr | New Jersey Devils Brian Rafalski (39:26) Grant Marshall (50:26) Jamie Langenbrunner (62:09) | 3:2 n. V. (0:1, 1:1, 1:0, 1:0) Spielbericht Stand: 2:0 | Tampa Bay Lightning Chris Dingman (12:25) Martin St. Louis (39:28) | Continental Airlines Arena, East Rutherford, New Jersey Zuschauer: 17.732 |

| 28. April 2003 19.00 Uhr | Tampa Bay Lightning Václav Prospal (4:19) Martin St. Louis (9:21) Fredrik Modin (16:16) Dave Andreychuk (46:08) | 4:3 (3:0, 0:3, 1:0) Spielbericht Stand: 1:2 | New Jersey Devils John Madden (26:38) Grant Marshall (27:34) Jeff Friesen (35:06) | St. Pete Times Forum, Tampa, Florida Zuschauer: 19.854 |

| 30. April 2003 19.00 Uhr | Tampa Bay Lightning Jassen Cullimore (11:30) | 1:3 (1:2, 0:0, 0:1) Spielbericht Stand: 1:3 | New Jersey Devils Scott Gomez (4:52) Patrik Eliáš (16:33) Scott Stevens (53:13) | St. Pete Times Forum, Tampa, Florida Zuschauer: 21.222 |

| 2. Mai 2003 19.00 Uhr | New Jersey Devils Scott Niedermayer (13:27) Grant Marshall (111:12) | 2:1 n. V. (1:1, 0:0, 0:0, 0:0, 0:0, 1:0) Spielbericht Stand: 4:1 | Tampa Bay Lightning Nikita Alexejew (11:18) | Continental Airlines Arena, East Rutherford, New Jersey Zuschauer: 18.612 |

### Western Conference

#### (1) Dallas Stars – (7) Mighty Ducks of Anaheim
| 24. April 2003 18.30 Uhr (Ortszeit) | Dallas Stars Derian Hatcher (17:39) Jason Arnott (36:32) Brenden Morrow (57:13) | 3:4 n. V. (1:1, 1:2, 1:0, 0:0, 0:0, 0:0, 0:0, 0:1) Spielbericht Stand: 0:1 | Mighty Ducks of Anaheim Jason Krog (13:08) Rob Niedermayer (24:04) Steve Rucchin (28:58) Petr Sýkora (140:48) | American Airlines Center, Dallas, Texas Zuschauer: 18.532 |

| 26. April 2003 14.00 Uhr | Dallas Stars Brenden Morrow (19:58) Mike Modano (28:39) | 2:3 n. V. (1:1, 1:0, 0:1, 0:1) Spielbericht Stand: 0:2 | Mighty Ducks of Anaheim Adam Oates (10:17) Rob Niedermayer (58:51) Mike Leclerc (61:44) | American Airlines Center, Dallas, Texas Zuschauer: 18.532 |

| 28. April 2003 19.00 Uhr | Mighty Ducks of Anaheim Steve Rucchin (16:09) | 1:2 (1:1, 0:1, 0:0) Spielbericht Stand: 2:1 | Dallas Stars Jere Lehtinen (2:24) Jere Lehtinen (23:41) | Arrowhead Pond, Anaheim, Kalifornien Zuschauer: 17.174 |

| 30. April 2003 19.00 Uhr | Mighty Ducks of Anaheim Mike Leclerc (58:13) | 1:0 (0:0, 0:0, 1:0) Spielbericht Stand: 3:1 | Dallas Stars | Arrowhead Pond, Anaheim, Kalifornien Zuschauer: 17.174 |

| 3. Mai 2003 14.00 Uhr | Dallas Stars Rob DiMaio (9:20) Stu Barnes (14:20) Niko Kapanen (38:10) Niko Kapanen (55:12) | 4:1 (2:0, 1:0, 1:1) Spielbericht Stand: 2:3 | Mighty Ducks of Anaheim Paul Kariya (44:02) | American Airlines Center, Dallas, Texas Zuschauer: 18.532 |

| 5. Mai 2003 19.30 Uhr | Mighty Ducks of Anaheim Steve Thomas (22:25) Stanislaw Tschistow (24:23) Ruslan Salej (43:22) Sandis Ozoliņš (58:54) | 4:3 (0:1, 2:1, 2:1) Spielbericht Stand: 4:2 | Dallas Stars Kirk Muller (5:10) Niko Kapanen (34:20) Brenden Morrow (54:49) | Arrowhead Pond, Anaheim, Kalifornien Zuschauer: 17.174 |

#### (4) Vancouver Canucks – (6) Minnesota Wild
| 25. April 2003 19.30 Uhr (Ortszeit) | Vancouver Canucks Ed Jovanovski (21:33) Markus Näslund (51:12) Matt Cooke (59:58) Trent Klatt (63:42) | 4:3 n. V. (0:1, 1:0, 2:2, 1:0) Spielbericht Stand: 1:0 | Minnesota Wild Sergejs Žoltoks (17:08) Wes Walz (42:58) Wes Walz (48:11) | General Motors Place, Vancouver, British Columbia Zuschauer: 18.514 |

| 27. April 2003 19.00 Uhr | Vancouver Canucks Ed Jovanovski (37:18) Mattias Öhlund (58:28) | 2:3 (0:0, 1:1, 1:2) Spielbericht Stand: 1:1 | Minnesota Wild Marián Gáborík (24:40) Sergejs Žoltoks (41:02) Wes Walz (42:05) | General Motors Place, Vancouver, British Columbia Zuschauer: 18.514 |

| 29. April 2003 19.00 Uhr | Minnesota Wild Filip Kuba (11:47) Marián Gáborík (30:08) | 2:3 (1:1, 1:2, 0:0) Spielbericht Stand: 1:2 | Vancouver Canucks Brendan Morrison (6:25) Ed Jovanovski (24:34) Daniel Sedin (32:33) | Xcel Energy Center, Saint Paul, Minnesota Zuschauer: 19.394 |

| 2. Mai 2003 20.00 Uhr | Minnesota Wild Marián Gáborík (19:22) Marián Gáborík (43:14) | 2:3 n. V. (1:0, 0:0, 1:2, 0:1) Spielbericht Stand: 1:3 | Vancouver Canucks Matt Cooke (42:09) Ed Jovanovski (57:54) Brent Sopel (75:52) | Xcel Energy Center, Saint Paul, Minnesota Zuschauer: 19.386 |

| 5. Mai 2003 19.30 Uhr | Vancouver Canucks Brendan Morrison (18:13) Henrik Sedin (39:17) | 2:7 (1:1, 1:5, 0:1) Spielbericht Stand: 3:2 | Minnesota Wild Richard Park (3:20) Cliff Ronning (21:08) Jason Marshall (27:44) Andrew Brunette (30:16) Marián Gáborík (32:47) Cliff Ronning (36:07) Wes Walz (56:20) | General Motors Place, Vancouver, British Columbia Zuschauer: 18.514 |

| 7. Mai 2003 20.00 Uhr | Minnesota Wild Andrew Brunette (25:22) Ľubomír Sekeráš (35:31) Darby Hendrickson (46:57) Antti Laaksonen (49:25) Andrew Brunette (50:37) | 5:1 (0:0, 2:0, 3:1) Spielbericht Stand: 3:3 | Vancouver Canucks Ed Jovanovski (48:57) | Xcel Energy Center, Saint Paul, Minnesota Zuschauer: 19.350 |

| 8. Mai 2003 19.00 Uhr | Vancouver Canucks Mattias Öhlund (31:29) Todd Bertuzzi (32:30) | 2:4 (0:0, 2:1, 0:3) Spielbericht Stand: 3:4 | Minnesota Wild Pascal Dupuis (35:30) Wes Walz (48:05) Darby Hendrickson (54:48) Pascal Dupuis (57:27) | General Motors Place, Vancouver, British Columbia Zuschauer: 18.514 |

## Conference-Finale

### Eastern Conference

#### (1) Ottawa Senators – (2) New Jersey Devils
| 10. Mai 2003 19.00 Uhr (Ortszeit) | Ottawa Senators Chris Neil (6:10) Todd White (7:23) Shaun Van Allen (63:08) | 3:2 n. V. (2:0, 0:2, 0:0, 1:0) Spielbericht Stand: 1:0 | New Jersey Devils Joe Nieuwendyk (34:19) Jay Pandolfo (36:51) | Corel Centre, Ottawa, Ontario Zuschauer: 18.500 |

| 13. Mai 2003 20.00 Uhr | Ottawa Senators Radek Bonk (22:02) | 1:4 (0:2, 1:1, 0:1) Spielbericht Stand: 1:1 | New Jersey Devils Tommy Albelin (4:15) Jeff Friesen (17:21) John Madden (36:33) Jay Pandolfo (54:29) | Corel Centre, Ottawa, Ontario Zuschauer: 18.500 |

| 15. Mai 2003 19.00 Uhr | New Jersey Devils Sergei Brylin (10:48) | 1:0 (1:0, 0:0, 0:0) Spielbericht Stand: 2:1 | Ottawa Senators | Continental Airlines Arena, East Rutherford, New Jersey Zuschauer: 19.040 |

| 17. Mai 2003 15.00 Uhr | New Jersey Devils Grant Marshall (7:25) Jay Pandolfo (36:43) Jeff Friesen (40:41) Patrik Eliáš (44:17) John Madden (47:35) | 5:2 (1:1, 1:1, 3:0) Spielbericht Stand: 3:1 | Ottawa Senators Karel Rachůnek (19:45) Václav Varaďa (27:08) | Continental Airlines Arena, East Rutherford, New Jersey Zuschauer: 19.040 |

| 19. Mai 2003 19.00 Uhr | Ottawa Senators Todd White (23:59) Martin Havlát (47:59) Jason Spezza (52:28) | 3:1 (0:0, 1:1, 2:0) Spielbericht Stand: 2:3 | New Jersey Devils Scott Stevens (26:19) | Corel Centre, Ottawa, Ontario Zuschauer: 18.500 |

| 21. Mai 2003 19.00 Uhr | New Jersey Devils Joe Nieuwendyk (42:41) | 1:2 n. V. (0:0, 0:1, 1:0, 0:1) Spielbericht Stand: 3:3 | Ottawa Senators Radek Bonk (37:49) Chris Phillips (75:51) | Continental Airlines Arena, East Rutherford, New Jersey Zuschauer: 19.040 |

| 23. Mai 2003 19.00 Uhr | Ottawa Senators Magnus Arvedson (3:33) Radek Bonk (41:53) | 2:3 (1:0, 0:2, 1:1) Spielbericht Stand: 3:4 | New Jersey Devils Jamie Langenbrunner (23:52) Jamie Langenbrunner (25:46) Jeff Friesen (57:46) | Corel Centre, Ottawa, Ontario Zuschauer: 18.500 |

### Western Conference

#### (6) Minnesota Wild – (7) Mighty Ducks of Anaheim
| 10. Mai 2003 14.00 Uhr (Ortszeit) | Minnesota Wild | 0:1 n. V. (0:0, 0:0, 0:0, 0:0, 0:1) Spielbericht Stand: 0:1 | Mighty Ducks of Anaheim Petr Sýkora (88:06) | Xcel Energy Center, Saint Paul, Minnesota Zuschauer: 19.350 |

| 12. Mai 2003 18.30 Uhr | Minnesota Wild | 0:2 (0:0, 0:1, 0:1) Spielbericht Stand: 0:2 | Mighty Ducks of Anaheim Kurt Sauer (27:24) Rob Niedermayer (48:06) | Xcel Energy Center, Saint Paul, Minnesota Zuschauer: 19.344 |

| 14. Mai 2003 18.00 Uhr | Mighty Ducks of Anaheim Steve Rucchin (4:59) Paul Kariya (28:20) Stanislaw Tschistow (32:16) Paul Kariya (33:51) | 4:0 (1:0, 3:0, 0:0) Spielbericht Stand: 3:0 | Minnesota Wild | Arrowhead Pond, Anaheim, Kalifornien Zuschauer: 17.174 |

| 16. Mai 2003 19.30 Uhr | Mighty Ducks of Anaheim Adam Oates (8:30) Adam Oates (29:31) | 2:1 (1:1, 1:0, 0:0) Spielbericht Stand: 4:0 | Minnesota Wild Andrew Brunette (4:37) | Arrowhead Pond, Anaheim, Kalifornien Zuschauer: 17.174 |

## Stanley-Cup-Finale

### (E2) New Jersey Devils – (W7) Mighty Ducks of Anaheim
| 27. Mai 2003 20.00 Uhr (Ortszeit) | New Jersey Devils Jeff Friesen (21:45) Grant Marshall (45:34) Jeff Friesen (59:38) | 3:0 (0:0, 1:0, 2:0) Spielbericht Stand: 1:0 | Mighty Ducks of Anaheim | Continental Airlines Arena, East Rutherford, New Jersey Zuschauer: 19.040 |

| 29. Mai 2003 20.00 Uhr | New Jersey Devils Patrik Eliáš (24:42) Scott Gomez (32:11) Jeff Friesen (44:22) | 3:0 (0:0, 2:0, 1:0) Spielbericht Stand: 2:0 | Mighty Ducks of Anaheim | Continental Airlines Arena, East Rutherford, New Jersey Zuschauer: 19.040 |

| 31. Mai 2003 17.00 Uhr | Mighty Ducks of Anaheim Marc Chouinard (23:39) Sandis Ozoliņš (34:47) Ruslan Salej (66:59) | 3:2 n. V. (0:0, 2:1, 0:1, 1:0) Spielbericht Stand: 1:2 | New Jersey Devils Patrik Eliáš (34:02) Scott Gomez (49:11) | Arrowhead Pond, Anaheim, Kalifornien Zuschauer: 17.174 |

| 2. Juni 2003 17.00 Uhr | Mighty Ducks of Anaheim Steve Thomas (60:39) | 1:0 n. V. (0:0, 0:0, 0:0, 1:0) Spielbericht Stand: 2:2 | New Jersey Devils | Arrowhead Pond, Anaheim, Kalifornien Zuschauer: 17.174 |

| 5. Juni 2003 20.00 Uhr | New Jersey Devils Pascal Rhéaume (3:35) Patrik Eliáš (7:45) Brian Gionta (23:12) Jay Pandolfo (29:02) Jamie Langenbrunner (45:39) Jamie Langenbrunner (52:52) | 6:3 (2:2, 2:1, 2:0) Spielbericht Stand: 3:2 | Mighty Ducks of Anaheim Petr Sýkora (0:42) Steve Rucchin (12:50) Samuel Påhlsson (26:35) | Continental Airlines Arena, East Rutherford, New Jersey Zuschauer: 19.040 |

| 7. Juni 2003 17.00 Uhr | Mighty Ducks of Anaheim Steve Rucchin (4:26) Steve Rucchin (13:42) Steve Thomas (15:59) Paul Kariya (37:15) Petr Sýkora (43:57) | 5:2 (3:0, 1:1, 1:1) Spielbericht Stand: 3:3 | New Jersey Devils Jay Pandolfo (22:18) Grant Marshall (50:46) | Arrowhead Pond, Anaheim, Kalifornien Zuschauer: 17.174 |

| 9. Juni 2003 20.00 Uhr | New Jersey Devils Michael Rupp (22:22) Jeff Friesen (32:18) Jeff Friesen (56:16) | 3:0 (0:0, 2:0, 1:0) Spielbericht Stand: 4:3 | Mighty Ducks of Anaheim | Continental Airlines Arena, East Rutherford, New Jersey Zuschauer: 19.040 |

### Stanley-Cup-Sieger
Der Stanley-Cup-Sieger New Jersey Devils ließ traditionell insgesamt 54 Personen, davon 25 Spieler sowie einige Funktionäre, darunter der Trainerstab und das Management, auf den Sockel der Trophäe eingravieren. Unter diesen waren die Assistenztrainer Bobby Carpenter und John MacLean die bereits 1995 als Spieler mit den Devils den Stanley Cup gewonnen hatten. Auch ihr damaliger Trainer Larry Robinson, der auch als Spieler bereits sechs Mal Cupsieger war, zählte zum Trainerstab. Unter den Scouts war mit Marcel Pronovost ein weiterer, dessen Name wie bei Robinson bereits zum achten Mal auf den Cup graviert wurde. Nach fünf Erfolgen als Spieler, war dies der dritte als Scout. Auch Vladimir Bure, der Vater von Pawel schaffte als Fitness-Berater das, was seinem Sohn als Spieler nicht gelungen war. Für die Spieler gilt dabei, dass sie entweder 41 Partien für die Mannschaft in der regulären Saison bestritten haben sollten oder eine Partie in der Finalserie. Dabei gibt es aber auch immer wieder Ausnahmeregelungen. Keine Ausnahmeregelung machte man für Christian Berglund, der nur 38 Spiele für die Devils bestritten hatte.
Die 25 Spieler New Jerseys setzen sich aus zwei Torhütern, acht Verteidigern und 15 Angreifern zusammen, darunter sechs Europäer. Nach 1989 mit den Calgary Flames und 1999 mit den Dallas Stars gewann Joe Nieuwendyk seinen dritten Stanley Cup mit dem dritten Team. Jiří Bicek war der erste Slowake, der den Cup gewinnen konnte.
| Stanley-Cup-Sieger New Jersey Devils | Torhüter: Martin Brodeur, Corey Schwab Verteidiger: Tommy Albelin, Ken Daneyko, Scott Niedermayer, Brian Rafalski, Richard Šmehlík, Scott Stevens (C), Oleg Twerdowski, Colin White Angreifer: Jiří Bicek, Sergei Brylin, Patrik Eliáš, Jeff Friesen, Brian Gionta, Scott Gomez, Jamie Langenbrunner, John Madden, Grant Marshall, Jim McKenzie, Joe Nieuwendyk, Jay Pandolfo, Pascal Rhéaume, Michael Rupp, Turner Stevenson Cheftrainer: Pat Burns General Manager: Lou Lamoriello |

## Beste Scorer
Abkürzungen: GP = Spiele, G = Tore, A = Assists, Pts = Punkte, +/− = Plus/Minus, PIM = Strafminuten; Fett: Bestwert
| Spieler             | Team       | GP | G  | A  | Pts | +/− | PIM |
| ------------------- | ---------- | -- | -- | -- | --- | --- | --- |
| Jamie Langenbrunner | New Jersey | 24 | 11 | 7  | 18  | +11 | 16  |
| Scott Niedermayer   | New Jersey | 24 | 2  | 16 | 18  | +11 | 16  |
| Marián Gáborík      | Minnesota  | 18 | 9  | 8  | 17  | +2  | 6   |
| John Madden         | New Jersey | 24 | 6  | 10 | 16  | +10 | 2   |
| Marián Hossa        | Ottawa     | 18 | 5  | 11 | 16  | −1  | 6   |
| Mike Modano         | Dallas     | 12 | 5  | 10 | 15  | +2  | 4   |
| Markus Näslund      | Vancouver  | 14 | 5  | 9  | 14  | −6  | 18  |
| Jeff Friesen        | New Jersey | 24 | 10 | 4  | 14  | +10 | 6   |
| Sergei Subow        | Dallas     | 12 | 4  | 10 | 14  | +2  | 4   |
| Adam Oates          | Anaheim    | 21 | 4  | 9  | 13  | +2  | 6   |

Den besten Wert in der Plus/Minus-Statistik erreichte Scott Stevens von den New Jersey Devils mit +14.

## Beste Torhüter
Die kombinierte Tabelle zeigt die jeweils drei besten Torhüter in den Kategorien Gegentorschnitt und Fangquote sowie die jeweils Führenden in den Kategorien Shutouts und Siege.
Abkürzungen: GP = Spiele, Min = Eiszeit (in Minuten), W = Siege, L = Niederlagen, GA = Gegentore, SO = Shutouts, Sv% = gehaltene Schüsse (in %), GAA = Gegentorschnitt; Fett: Bestwert; Sortiert nach Gegentorschnitt.
Erfasst werden nur Torhüter mit 180 absolvierten Spielminuten.
| Spieler                | Team       | GP | Min     | W  | L  | GA | SO | Sv%  | GAA  |
| ---------------------- | ---------- | -- | ------- | -- | -- | -- | -- | ---- | ---- |
| Jean-Sébastien Giguère | Anaheim    | 21 | 1407:02 | 15 | 6  | 38 | 5  | 94,5 | 1,62 |
| Martin Brodeur         | New Jersey | 24 | 1490:34 | 16 | 8  | 41 | 7  | 93,4 | 1,65 |
| Patrick Lalime         | Ottawa     | 18 | 1122:22 | 7  | 11 | 34 | 1  | 92,4 | 1,82 |
| Manny Fernandez        | Minnesota  | 9  | 552:22  | 3  | 4  | 18 | 9  | 92,9 | 1,96 |